# Transports à Los Angeles
La ville de Los Angeles est un centre majeur du transport individuel, de passager et du transport intermodal en Californie. La ville dispose d'un système d'autoroutes complexe, étendu, et très utilisé ; mais aussi de réseaux de bus, de métro et de métro léger importants. Cet article développe la question du transport dans la municipalité de Los Angeles et dans son aire urbaine, le Grand Los Angeles.

## Histoire

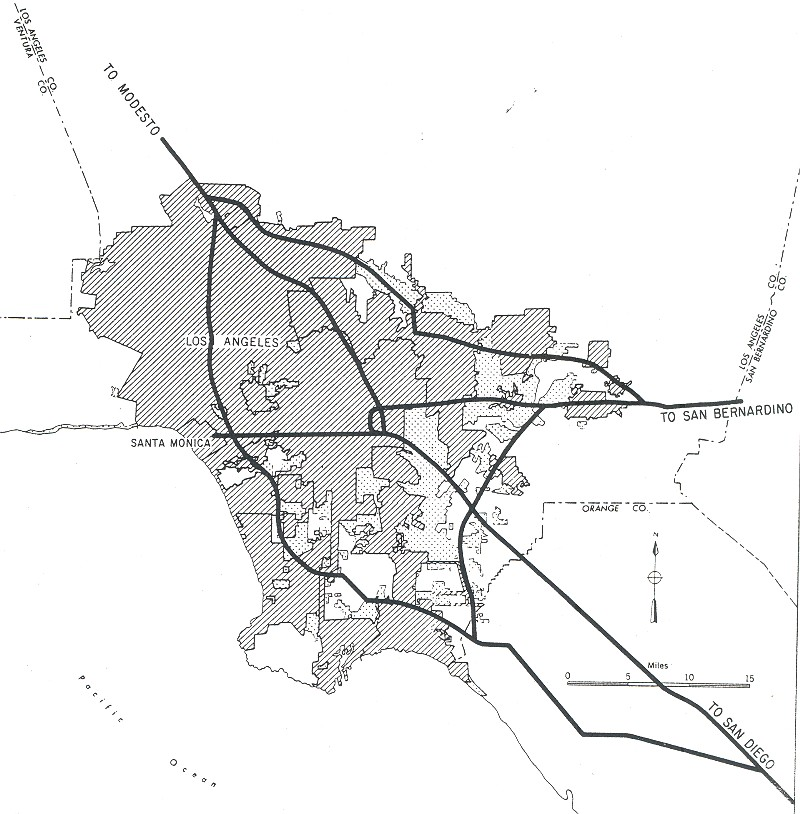
Yellow Book de l'Interstate Highway System de la région en 1955.

La ville est reliée au reste du pays par la Southern Pacific Railroad en 1876, mais la population est plutôt hostile aux compagnies de chemin de fer à la fin du siècle et au début du XXe siècle, puisqu'elles contrôlent de près le commerce de la région et véhiculent parfois une image de corruption. En 1910 le candidat au poste de gouverneur de l'État, Hiram Johnson, voyage dans l'État en voiture pour montrer son opposition à la Southern Pacific Railroad. L'automobile va dès lors devenir, pour les Californiens du Sud et les habitants de Los Angeles, le moyen de transport préféré, ce qui va entraîner la construction de nombreuses routes.
La première autoroute de la ville, et de tout l'Ouest américain, était la 110 Freeway, aussi connue sous le nom de Pasadena Freeway ou de Arroyo Seco Parkway. Elle a été construite de 1938 à 1953, la première portion ayant été ouverte le 1er janvier 1940 et relie Downtown Los Angeles au centre de Pasadena. Certains types de camions trop lourds ne sont pas autorisés à utiliser cette ancienne autoroute, qui est jugée peu commode et dangereuse par les utilisateurs, puisqu'elle ne possède pas de bande d'arrêt d'urgence et qu'elle a été construite pour des véhicules plus lents et pour une époque où le trafic n'était pas aussi intense. Cependant l'autoroute possède une importance historique significative, puisqu'elle est inscrite sur la liste des National Historic Civil Engineering Landmark et des California Historic Parkway.
En 1947 les plans d'un échangeur autoroutier à quatre niveaux connectant la 101 à la 110, près du centre-ville, sont révélés. Il est achevé en 1953 et est le premier échangeur de son genre à avoir été construit. En 1971, un séisme de magnitude 6,6 ayant lieu à Sylmar, détruit intégralement l'échangeur entre l'Interstate 5 et la Antelope Valley Freeway et provoque le décès d'au moins deux personnes sur l'autoroute. Reconstruit et rouvert en 1973, ce même échangeur subit un nouveau tremblement de terre en 1994, celui de Northridge et tue une personne. La Santa Monica Freeway (I-10), la Simi Valley Freeway (118), la Golden State Freeway (I-5) et la Antelope Valley Freeway (14) sont touchées, mais reconstruites rapidement avant la fin de l'année. En 1993, la Glenn Anderson (Century) Freeway, Interstate 105, est la dernière construction autoroutière à Los Angeles. Des projets d'amélioration du réseau et de construction de nouvelles routes existent, mais le développement du transport s'oriente plutôt aujourd'hui vers les transports en commun.

## Transport routier
Le très fort étalement urbain de la région et l'histoire démographique de la ville expliquent la préférence des habitants pour la voiture. La distance qui sépare les différents quartiers et les différents points d'intérêt oblige autant à utiliser soit le réseau routier, soit les transports en commun, qui sont néanmoins beaucoup moins usités (voir plus bas). Les guides recommandent aux touristes de louer une voiture. La ville est ainsi considérée comme une sorte de « capitale » des embouteillages et de l'automobile.
La ville compte 45 millions de miles circulés dans les routes de Los Angeles et sur ses autoroutes chaque jour. Le trafic a tué 289 personnes et blessé 486 piétons en 2021. La ville est engagée dans une démarche Vision Zero.

### Autoroutes
Los Angeles est le nœud central d'un réseau d'autoroutes très important, que l'on estime mesurer plus de 1 000 kilomètres au niveau de l'agglomération. Ses autoroutes totalisent des déplacements quotidiens de quelque 160 millions de kilomètres. La qualité du réseau est reconnue, mais l'augmentation croissante des embouteillages depuis plusieurs années pousse les autorités à développer des moyens de transport alternatifs.
L'arrivée en voiture ou en car s'effectue surtout par les autoroutes suivantes : l'Interstate 5, l'Interstate 15, la U.S. Route 101 et l'Interstate 10. La I-5 et la I-15 relient Los Angeles à toutes les villes du nord et du sud. La Route 101 part en direction de Santa Barbara avant de partir vers le nord en direction de San Francisco. L'I-10 connecte la ville aux communautés situées à l'est.
Les Angelins appellent les autoroutes par leur nom alternatif (« The Golden State Freeway ») ou avec un article défini (« The 101 »), ce qui n'est pas le cas de tous les habitants de l'état. L'heure de pointe se situe entre 6 et 9 heures du matin le weekend et, le soir, entre 15 et 19 heures. Les radios d'information locales émettent des flashs sur l'état du trafic régulièrement qui sont très écoutés, la prise en compte des embouteillages et des accidents étant indispensable pour se déplacer sur le réseau routier. La section de l'Interstate 10 nommée Santa Monica Freeway, est le cadre de ralentissements très fréquents. Cependant, en dehors des heures de pointe, le trafic est bien plus fluide et contraste avec l'image que possède Los Angeles au niveau des embouteillages.
La ville est aussi le théâtre de nombreuses courses poursuite qui peuvent durer des heures tant le système routier et autoroutier est vaste et complexe, et qui sont souvent relayées par les chaînes de télévision locales.
La course-poursuite la plus connue qui a eu lieu à Los Angeles est sans doute celle de O. J. Simpson.

#### Les principales autoroutes de l'agglomération

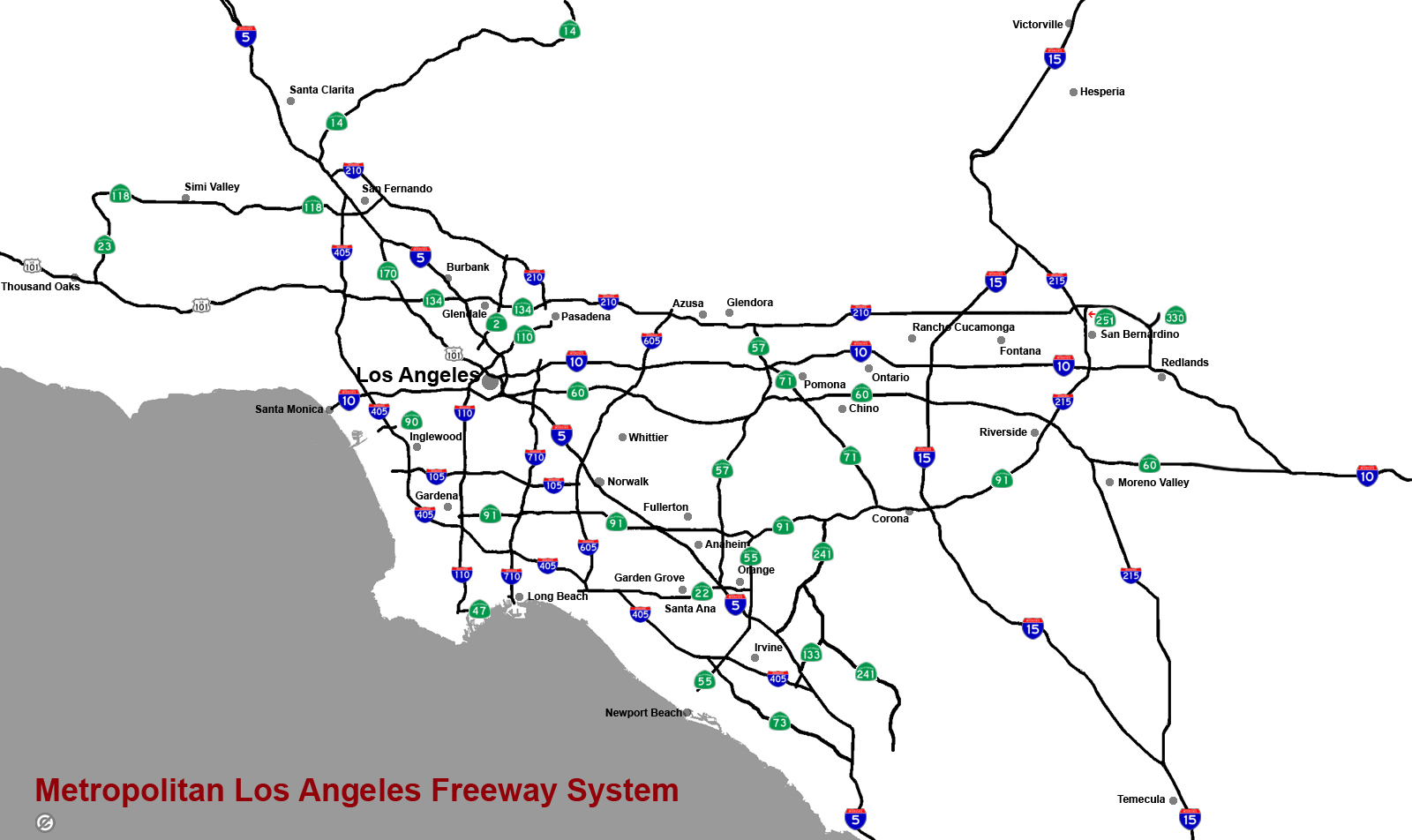
Le vaste réseau autoroutier de Los Angeles et de sa région.

Au total, une douzaine d'autoroutes majeures dessert la région, dont voici les principales :
- La Golden State (I-5) freeway — est la principale autoroute inter-états passant dans la ville dans la direction nord-sud.
- La San Diego (405) freeway — est une route majeure affiliée à la précédente.
- La U.S. Route 101 — L'alternative de la California route 1.
- La California route 1.
- La Santa Monica (I-10) freeway — La première autoroute est-ouest.
- La Pomona (60) freeway — La seconde autoroute est-ouest.
- La Century (105) freeway.
- La Simi Valley (118) freeway.
- La Foothill (210) freeway.
- La Long Beach (710) freeway.

El Toro Y, situé dans le comté d'Orange à Irvine est l'un des échangeurs les plus utilisés au monde : entre 1975 et 2002, il était utilisé par 102 000 à 356 000 véhicules par jour. C'est aussi aujourd'hui l'un des plus embouteillés, du fait de la croissance rapide du comté. Il relie l'Interstate 405 à l'Interstate 5. Actuellement[Quand ?], le East Los Angeles Interchange, construit au début des années 1960, est considéré comme l'un des plus importants du monde.

### Boulevards, avenues et rues principales

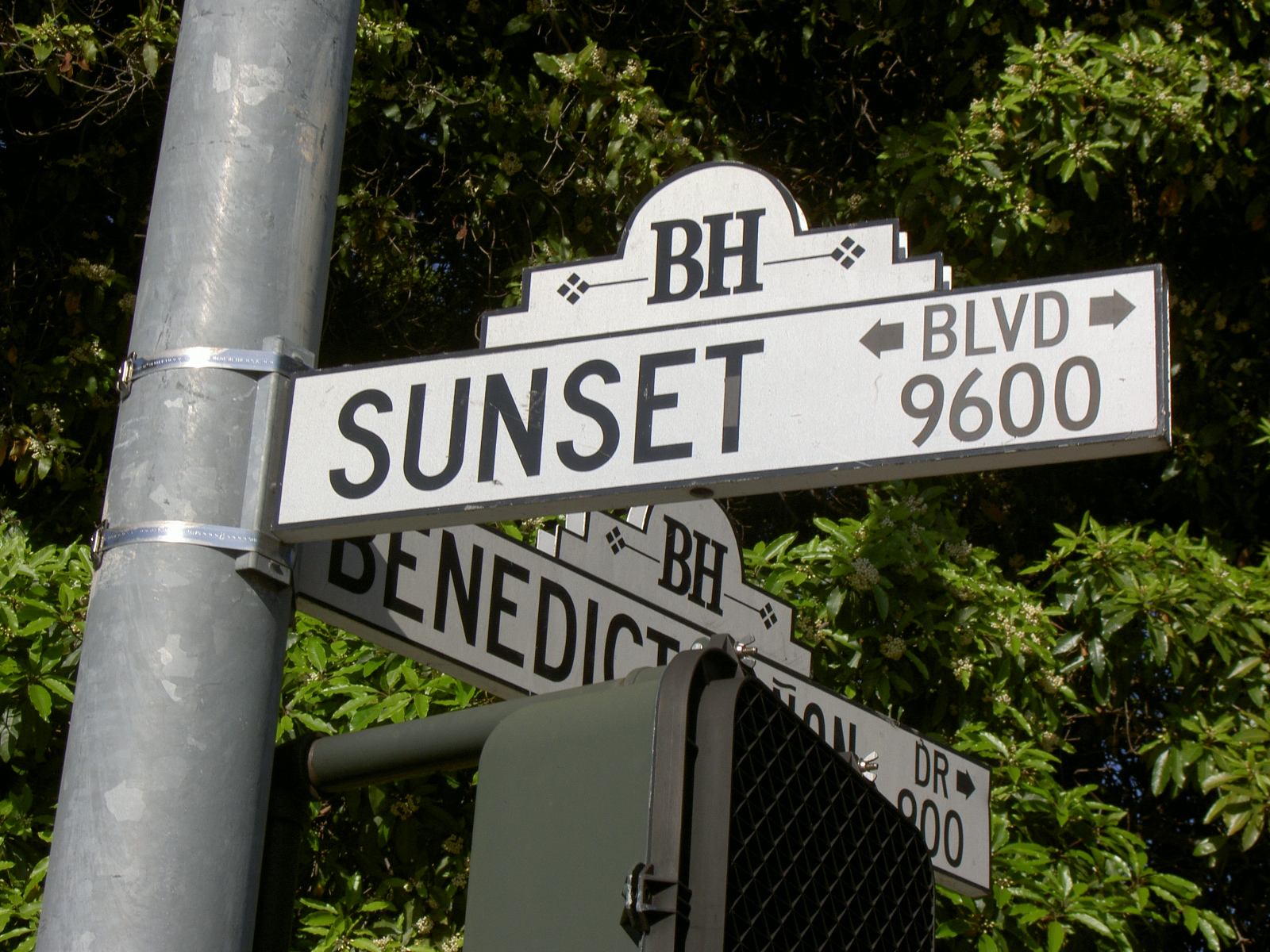
Signalisation des rues.

Les rues de la ville forment un plan en damier important dont les axes principaux sont les autoroutes et les surface streets, aussi appelées boulevards. Parmi les principales rues est-ouest, on peut citer Victory, Ventura, Hollywood, Sunset, Wilshire, Santa Monica, Beverly, Olympic, Pico, Washington, Venice, Adams, Jefferson, Exposition and Martin Luther King. Parmi les principaux axes nord-sud, on compte : Topanga Canyon, Lincoln, Hawthorne, Sepulveda, Van Nuys, Westwood, Beverly Glen, San Vicente, Robertson, La Cienega, Laurel Canyon, Crenshaw, et Glendale.
Il existe d'autres rues célèbres dans la ville qui n'ont pas le titre de boulevards, bien que ce soient aussi des axes importants. On peut citer par exemple : Bundy Drive, Barrington Avenue, Centinela Avenue, Mulholland Drive, Pacific Coast Highway, Slauson Avenue, Century Park East, Avenue of the Stars, Highland Avenue, Melrose Avenue, Florence Avenue, Normandie Avenue, Vermont Avenue, La Brea Avenue, Fairfax Avenue, Western Avenue, Figueroa Street, Grand Avenue, Central Avenue (en), et Alameda Street.
Los Angeles est connue pour ses nombreux nids-de-poule qui sont la cause d'accidents. Les fonds concernant la voirie sont en effet insuffisants pour maintenir le gigantesque réseau routier de la ville. Ce problème a été la cause principale de la tentative de sécession de la vallée de San Fernando en 2002. En décembre 2005, une opération visant à reboucher ces nids-de-poule a eu lieu dans la vallée, mais le problème n'est pas encore résolu à l'heure actuelle.

## Transport en commun

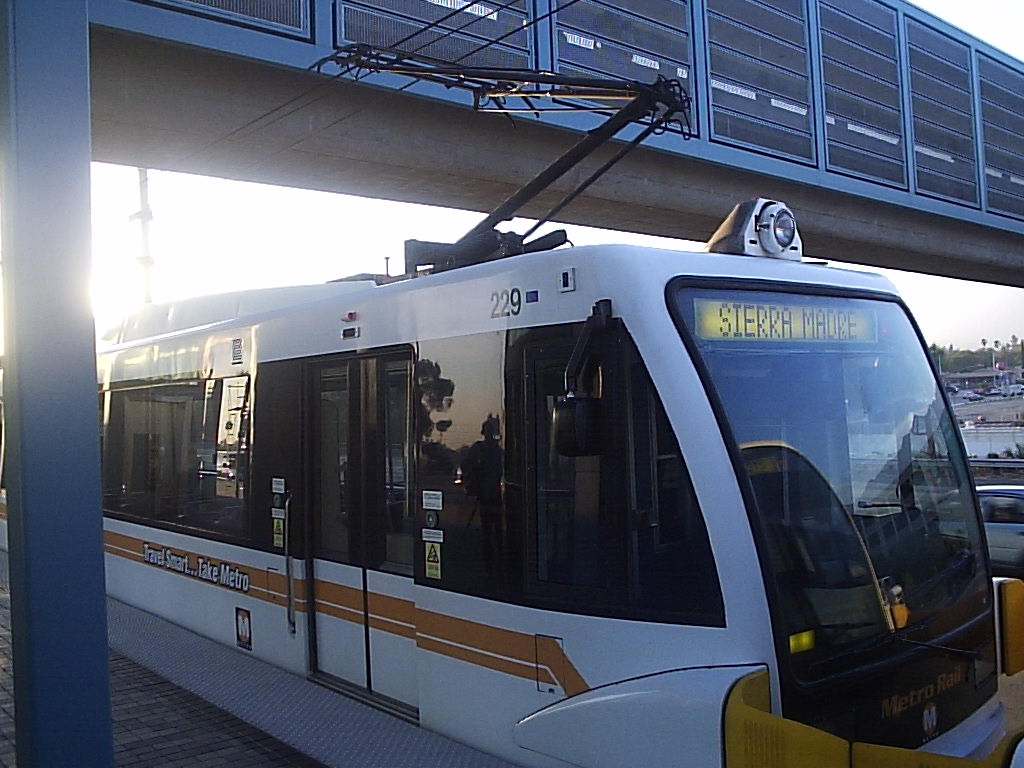
Une rame de métro à Los Angeles.

Le comté de Los Angeles possède des réseaux de transport publics depuis environ 130 ans, durant lesquels environ 220 compagnies se sont partagé le transport à cheval, en tramway, en train, en bus, en trolleybus… La Los Angeles County Metropolitan Transportation Authority et d'autres agences dirigent actuellement le système étendu de lignes de bus et de métro qui sont utilisés par environ un million de personnes chaque jour. Cependant, à peine plus de 10 % des moyens de transport utilisés sont en commun, contre 50 % à New York, ce qui montre que Los Angeles reste encore la ville de l'automobile.
La Los Angeles County Metropolitan Transportation Authority a été nommée en 2006 Outstanding Transportation System par la American Public Transportation Association, c'est-à-dire qu'elle a reçu le prix du meilleur système de transport en commun des États-Unis d'Amérique. Cependant, les transports en commun conservent une image négative à Los Angeles et sont peu utilisés par les touristes.

### Métro
La LACMTA exploite environ 170 km de lignes de métro. Le système est composé de 93 stations, 6 lignes (A, B, C, D, E et L) et est fréquenté par plus de 330 000 passagers par jour. Les lignes vont du centre-ville de Long Beach à celui de Los Angeles jusqu'à Hollywood, Universal City et North Hollywood dans la vallée de San Fernando, du centre-ville de Los Angeles jusqu'à l'est de Pasadena, et de Norwalk à El Segundo. À Union Station, les passagers peuvent relier le réseau d'Amtrak et de Metrolink. Depuis la station Aviation/LAX de la ligne C, les passagers peuvent rejoindre les terminaux de l'aéroport international grâce à une navette gratuite.
En 2003, le métro totalisait 270 000 voyages par jour, ce qui représentait seulement 0,4 % des 65 millions de voyages quotidiens dans la ville, tandis que celui de New York enregistrait à la même époque environ 4,9 millions d'utilisateurs chaque jour.

### Bus

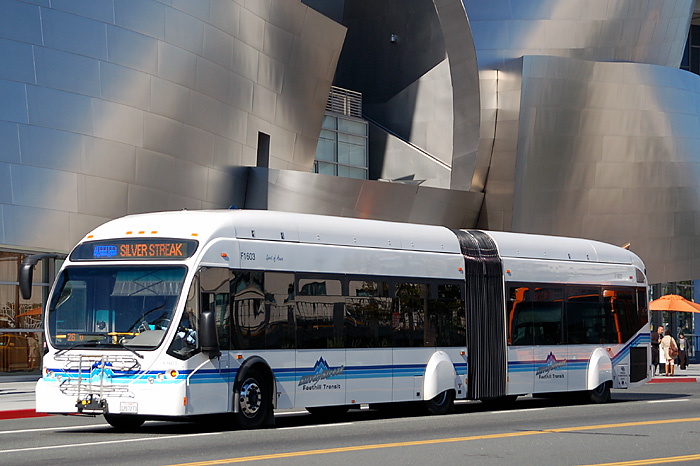
Bus de Foothill Transit devant le Walt Disney Concert Hall à Downtown Los Angeles.

Les bus opérés par LACMTA ont 1,3 million de voyages les jours de semaine ; au total, les services de bus opérant dans le comté de Los Angeles totalisent 1,7 million de voyages chaque jour de semaine, ce qui représente environ 5,9 % des 29 millions de voyages quotidiens dans le comté.
Il existe quatre services de bus différents, qui peuvent être différenciés par leur couleur :
Les bus Metro Local sont peints en orange et desservent les axes principaux. On compte 18 500 arrêts et 189 lignes. 
- Les bus Metro Rapid sont peints en rouge foncé. Ils suivent la plupart des rues les plus fréquentées et obtiennent, grâce à un système de transpondeurs radio développé par le Los Angeles Department of Transportation (LADOT), la priorité sur le reste du trafic. Les arrêts sont plus éloignés que sur le service local – ils sont en moyenne distants de 1,2 kilomètre – et la fréquence des véhicules se situe entre chaque 3 à 10 minutes. Tous ces éléments permettent au voyage d'être beaucoup plus rapide[13].
Ce système a été implémenté en juin 2000 et sera complété en 2008. Selon les statistiques de la Metropolitan Transportation Authority, les temps de trajet auraient été réduits de 29 %.

Les principales critiques faites à propos du réseau sont, d'une part qu'il n'est pas suffisant pour faire face aux besoins grandissants de Los Angeles au niveau du transport, et que les fonds qui y sont accordés devraient être redistribués au métro ; d'autre part, selon la Bus Riders Union de la ville, l'éloignement des arrêts et le fait que les Metro Rapid remplacent les Metro Local, obligent les habitants à marcher sur de plus longues distances pour prendre le bus.
- Les bus Metro Express, pour l'instant implantés sur seulement deux lignes, la 450X et la 577X, ces bus de couleur bleu foncé sont conçus pour suivre le réseau autoroutier de Los Angeles et le desservir le plus rapidement possible.
- La Harbor Transitway propose un service de bus express entre San Pedro et le centre-ville.
- La ligne orange est un service de bus à haut niveau de service (BHNS) de 23 km traversant le sud de la vallée de San Fernando de la station de métro de North Hollywood jusqu'au Warner Center à Woodland Hills.
- La LACMTA possède le plus grand nombre de bus alimentés au gaz naturel du pays : les émissions de particules sont réduites de 90 %, celles de monoxyde de carbone de 80 %, et de gaz à effet de serre de 20 % par rapport aux 500 bus utilisant encore du diesel.

## Transport ferroviaire

Les principales lignes de fret dans le comté, dont le Alameda Corridor (en rose).

Union Station est la principale gare ferroviaire de la région. Cinquième gare d'Amtrak en termes d'activité, 1 464 289 voyages y ont été effectués en 2006. Des trains Amtrak desservent le Grand Los Angeles et des lignes permettant de rejoindre les autres villes californiennes et le reste des États-Unis. Amtrak dispose d'un service liant Los Angeles à San Diego à chaque heure de la journée, mais les connexions vers le nord sont moins fréquentes. Un train parcourant en 34 heures la ligne Coast Starlight rejoignant Seattle est disponible une fois par jour, un autre service quotidien assure la liaison avec Chicago. Une connexion avec Orlando est assurée trois fois par semaine. Le réseau Metrolink est utilisé par les trains de banlieue et totalise en moyenne 42 600 voyages par jour de semaine.
Le transport de marchandises, important en raison de l'arrivée du fret depuis le complexe portuaire, est important dans le comté. Il est assuré par la Union Pacific Railroad et BNSF Railway.

## Transport maritime
Le port de Los Angeles, aussi appelé Los Angeles Harbor et Worldport LA, situé dans la baie de San Pedro, à une trentaine de kilomètres au sud de Downtown, occupe 30 km² de superficie sur 69 km de côtes. Il forme avec le port de Long Beach le cinquième complexe portuaire du monde et le troisième pour le trafic de conteneurs. Plus de 11 % du trafic international du pays passe par la région de Los Angeles. Des ports de taille moyenne et de plaisance jalonnent le reste de la côte, comme celui de Marina del Rey ou de Redondo Beach, qui accueillent de nombreux yachts. Il existe aussi un système de ferries permettant de rejoindre la ville d'Avalon, située sur l'île Santa Catalina, au large de la ville. Il est surtout utilisé pour des excursions d'une journée et pour le ravitaillement des communautés insulaires.

## Transport aérien
Los Angeles est la métropole qui possède le plus d'aéroports au monde. L'aéroport international de Los Angeles, le principal aéroport de la ville, se place au 5e rang mondial avec environ 60 millions de passagers qui y transitent chaque année ; en 2006 y ont transité 61 millions de voyageurs et 2 millions de tonnes de cargo. Il est choisi par la plupart des visiteurs internationaux. Lorsque les voyageurs arrivent, de nuit, vers cet aéroport en venant de l'est, ils survolent durant environ trente minutes les lumières du Grand Los Angeles, l'agglomération de la ville s'étendant sur plus de 200 km de Ventura à San Bernardino. Les autres aéroports notables sont l'aéroport international d'Ontario (qui dessert le Inland Empire), l'aéroport Bob-Hope (ancien aéroport de Burbank, qui dessert les vallées de San Fernando et San Gabriel), l'aéroport municipal de Long Beach et l'aéroport international John-Wayne (pour le comté d'Orange). Los Angeles World Airports, un départemement de la municipalité de Los Angeles, est chargé d'administrer ceux de Los Angeles (LAX), Ontario (ONT), Van Nuys (VNY) et Palmdale Regional (PMD). Le Van Nuys Airport est le troisième aéroport d'aviation générale au monde.

## Autres moyens de transport
« You won't see a cop walkin' on the beat / You only see 'em drivin' cars out on the street / You won't see a kid walkin' home from school / Their mothers pick 'em up in a car pool / Nobody's walkin' walkin' walkin' walkin—nobody walks in LA »

— Missing Persons, « Walking in LA »

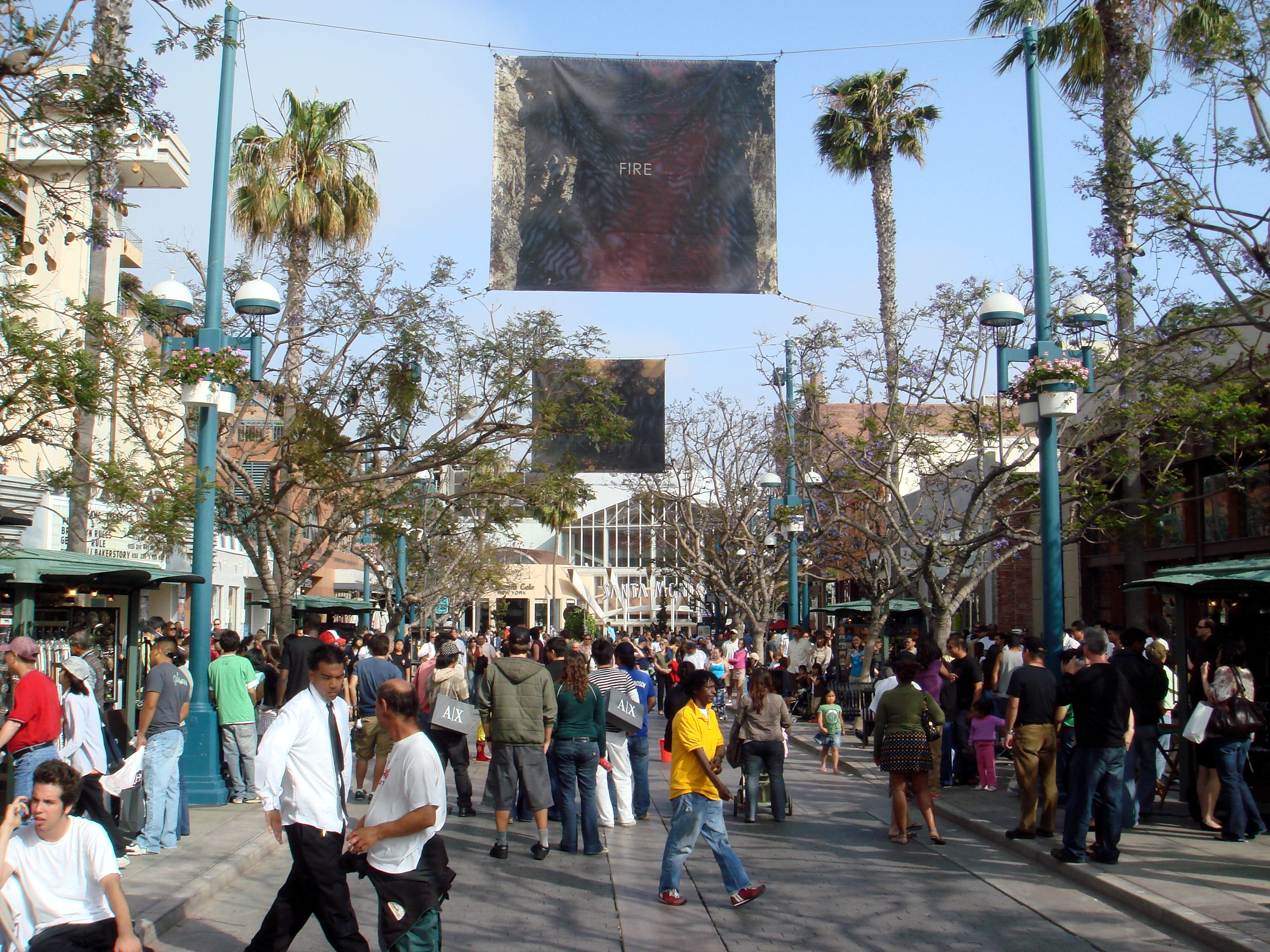
La Third Street Promenade à Santa Monica.

Contrairement à l'assertion d'une chanson populaire, qui dit que « personne ne marche à L.A. » (« nobody walks in L.A. »), plusieurs lieux de la ville sont très fréquentés par les piétons. 3,4 % des habitants vont au travail à pied, et la marche en tant qu'exercice est autant pratiquée que dans les autres grandes villes du pays. C'est surtout le cas dans le centre-ville et dans les nombreux quartiers commerciaux. Depuis deux décennies, plusieurs d'entre eux ont été développés spécialement pour attirer les piétons, dont les quartiers de Old Town Pasadena (fin des années 1980) et la Third Street Promenade de Santa Monica (fermée aux automobiles en 1965 et redynamisée pour l'accès piétonnier en 1988). Il y est alors souvent plus rapide de marcher que de conduire, à cause du manque de parcs à stationnement. Néanmoins la ville reste peu accessible aux piétons. Un grand nombre de trottoirs sont dégradés et n'ont pas été réparés par les services municipaux depuis 1973. Depuis 2000, des fonds sont utilisés pour entreprendre des réparations.
Le cyclisme urbain est aussi pratiqué, même si seulement 0,6 % des habitants utilisent un vélo pour aller au travail. Les parcs, comme Griffith Park, et les environs de la ville, par exemple les Verdugo Mountains et les monts San Gabriel offrent de nombreux sentiers entièrement réservés aux piétons et aux cyclistes. Les services de transport Metro Bus et Metro Rail sont virtuellement tous accessibles aux vélos : soit les véhicules disposent de supports spécifiques, soit ils permettent, hormis aux heures de pointe, d'entrer avec son vélo.

## Pollution
Le trafic routier, mais aussi tous les autres trafics polluants, provoquent une pollution atmosphérique importante à Los Angeles. Les régions les plus touchées sont la vallée de San Fernando et le bassin de Los Angeles, dont les configurations géographiques accentuent le phénomène de smog.
Cependant, les éléments de pollution les plus représentatifs en Europe tels que les PM 2.5 émis par les véhicules diesel et classés comme cancérigènes par l'OMS sont représentés à des taux quasi trois fois moins importants à Los Angeles (entre 5 et 6 microgrammes par mètre cube) qu'à Paris (entre 14 et 15 microgrammes par mètre cube).

### Galerie

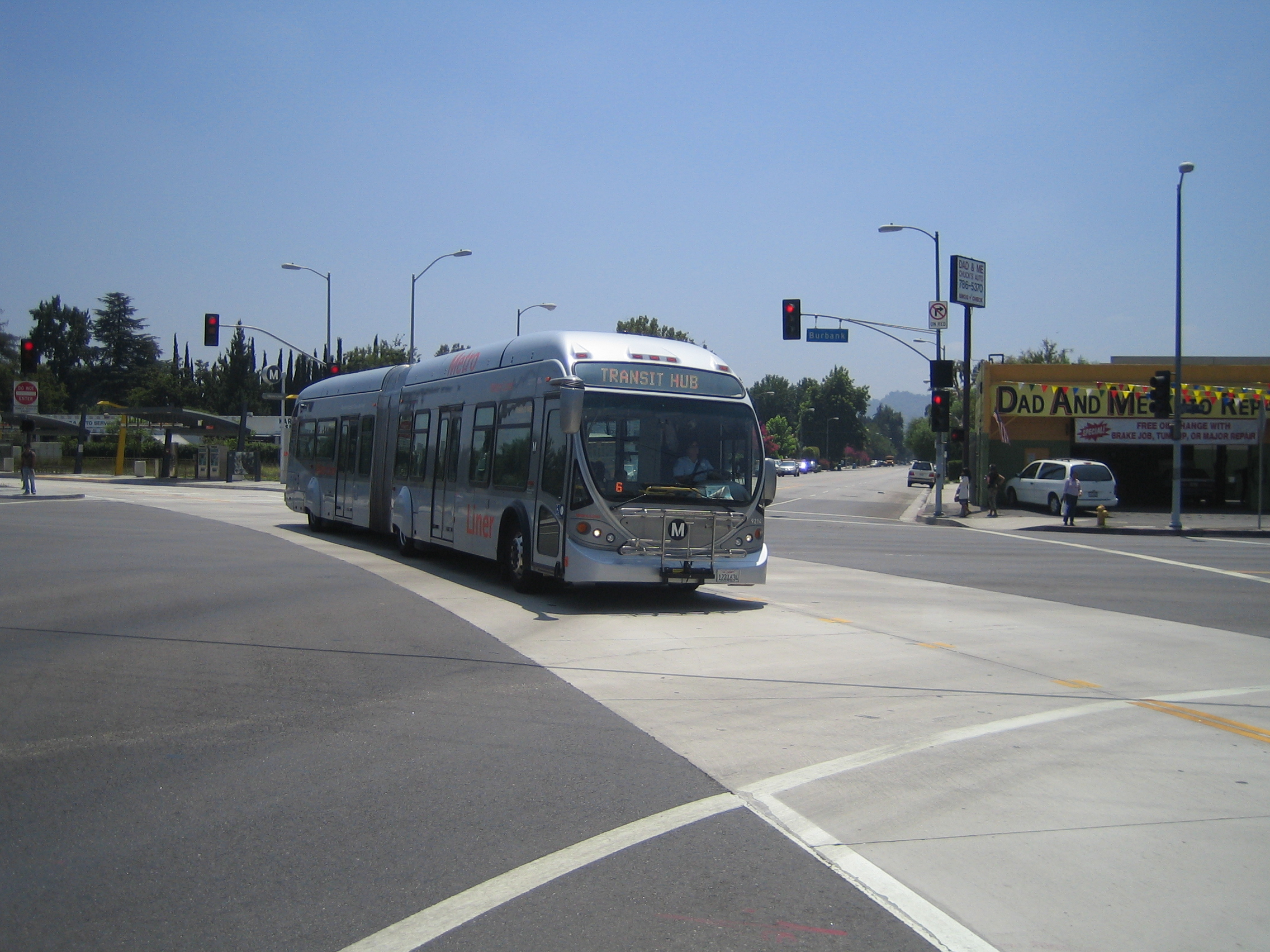
Un bus de la ligne orange à l'intersection de Burbank Boulevard et Fulton Avenue.
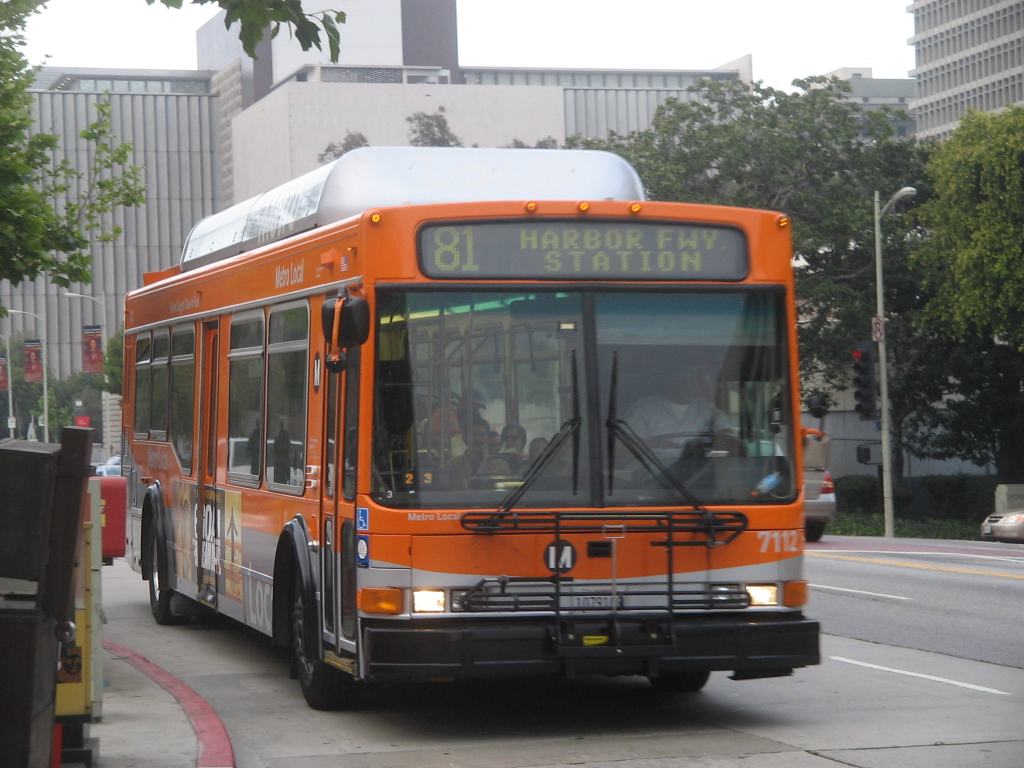
Un bus Metro Local.
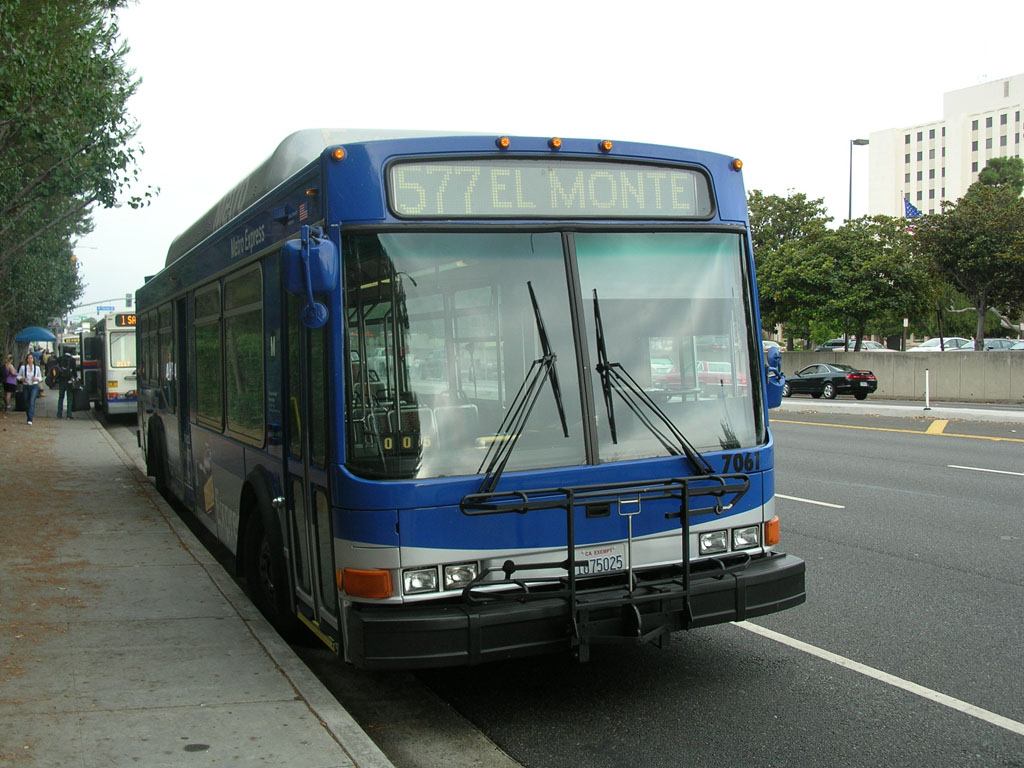
Un bus Metro Express.
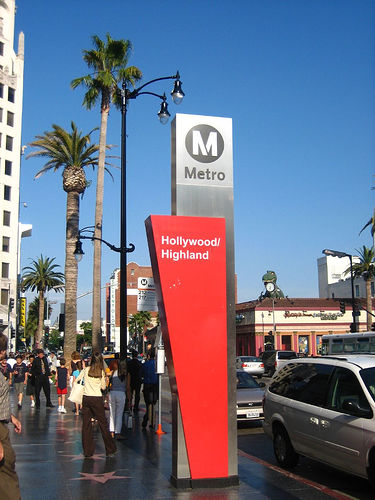
Panneau indiquant la station de métro Hollywood/Highland.